# Гаргантуа (филм)
Гаргантуа (енгл. Gargantua) је амерички телевизијски филм, у коме глуме Адам Болдвин, Џули Кармен и Емил Хирш. Режирао га је Брадфорд Меј, а сценарио је написао Роналд Паркер. Цео филм је снимљен у Голд Цоаст, Квинсленд, Аустралија.

## Прича
На острву Малау, морски биолог Џек Елвеј (Адам Болдвин) истраживање утицаја сеизмичке активности на територији морског живота. Док Џек и локална докторка Алисон Харт (Џули Кармен) истражују околни океан у потрази за овим створењима, војска долази и покушава да истражује. Џеков син, Брендон (Емил Херш), открива и спријатељује се са бебом створења, која је у стању да напусти океан и хода по копну. Опасније створење величине медведа, одговорно за инциденте на плажи и за које се претпоставља да је бебин старији брат, такође излази на обалу и изазива панику пре него што буде заробљено.

## Улоге
| Глумац               | Улога            |
| -------------------- | ---------------- |
| Адам Болдвин         | Џек Елвеј        |
| Џули Кармен          | Алисон Харт      |
| Емил Херш            | Брендон Елвеј    |
| Боби Хозеа           | Пуковник Вејн    |
| Даг Пенти            | Пол Бејтмен      |
| Питер Адамс          | доктор Ралф Хале |
| Александар Петерсонс | Дерек Лосон      |
| Монро Реимерс        | Мани Моки        |
| Дарен Шелби          | Кико             |
| Тони Бриџс           | шеа полиције     |

## У другим медијима
Гаргантуа је новелизовао К. Роберт Андреаси, што је псеудоним Кита Р. А. ДеКандида, а издавач је "Тор књиге".

## Пријем
Гаргантуа је имао своју телевизијску премијеру исте ноћи када је један од његових ривалских пројеката, Годзила (1998), био приказиван у биоскопима. Гаргантуа тренутно има 21% рејтинг на сајту Rotten Tomatoes.
Џули Кармен је био номинована за награду "Алма" 1999. за своју улогу у овом филму. Била је награђена у категорији „Изузетна индивидуална изведба у телевизијском филму или мини-серији у кросовер улози“.